# Bandera de Vidrà
La bandera oficial de Vidrà té la descripció següent:
Bandera apaïsada, de proporcions dos d'alt per tres de llarg, verda, amb tres faixes juxtaposades blanca, negra i blanca; les blanques de gruix 1/24 de l'alçària del drap i la negra d'1/12, situades a una distància d'1/12 de la vora inferior; al centre de la part superior, el ram de faig blanc de l'escut, sense fruitar, d'altura 1/2 de la del drap i d'amplada 1/3 de la llargària del mateix drap.

## Història
Es va aprovar el 6 d'abril del 1994 i fou publicada al DOGC núm. 1886 el 20 d'abril del mateix any. Està basada en l'escut heràldic de la localitat.